# Insula Graham

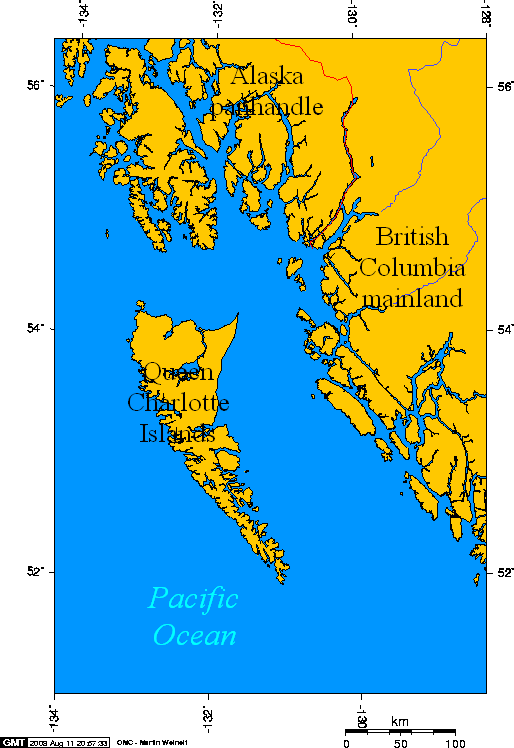
Poziţia insulelor Haida Gwaii în largul coastelor nordice ale Columbiei Britanice

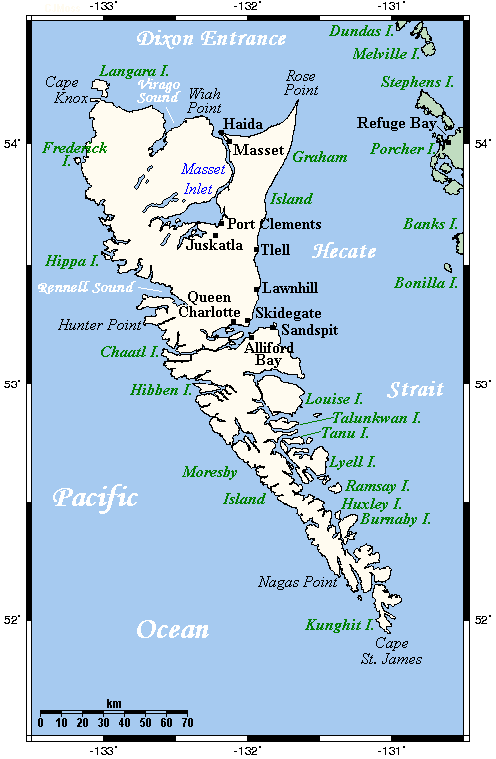
Harta insulelor Haida Gwaii; insula Graham este în partea de sus a imaginii

Insula Graham este cea mai mare insulă din arhipelagul Haida Gwaii, situată în apropierea coastelor provinciei canadiene Columbia Britanică. Cu o suprafață de 6361 km2  ocupă locul 101 în lume și locul 22 în Canada.
Ea este separată la sud de insula Moresby printr-un canal relativ îngust și de continent la est prin strâmtoarea Hecate. La vest se întinde Oceanul Pacific, iar la nord, separat prin strâmtoarea Dixon, se află arhipelagul Alexandru.
Insula face parte din teritoriul tradițional al amerindienilor haida. 
În colțul de nord-vest al insulei Graham a fost amenajat Parcul Provincial Naikoon.

## Așezări
- Queen Charlotte (53°15′16″N 132°5′40″V / 53.25444°N 132.09444°V, 948 locuitori în 2006[4])
- Masset (54°0′36″N 132°8′17″V / 54.01000°N 132.13806°V, 940 locuitori în 2006[5])
- Skidegate (53°15′N 132°00′V / 53.250°N 132.000°V, 781 locuitori în 2006[6])
- Port Clements (53°41′7″N 132°10′13″V / 53.68528°N 132.17028°V, 440 locuitori în 2006[7])
- Juskatla
- Tlell